# Communauté européenne
Pour l’article ayant un titre homophone, voir Communautés européennes.
La Communauté européenne est une ancienne organisation supranationale réunissant plusieurs États européens et caractérisée par des transferts de compétence importants consentis dans de nombreux secteurs par les États membres vers les instances européennes. L'entrée en vigueur du traité de Lisbonne le 1er décembre 2009 a mis fin à la Communauté européenne en tant qu'entité juridique, sa personnalité juridique étant transférée à l'Union européenne qui en était dépourvue jusque-là.
La dénomination « Communauté européenne » a remplacé celle de « Communauté économique européenne » le 1er novembre 1993. L'adjectif « économique » a été retiré de son nom par le traité de Maastricht en 1992. Elle était, avec la Communauté européenne de l'énergie atomique (Euratom), un élément de ce qu'on appelle les Communautés européennes (au pluriel). Ces communautés européennes formaient, avant l'entrée en vigueur du traité de Lisbonne, un des trois piliers de l'Union européenne.

## Histoire
Le traité de Maastricht est basé sur l'Acte unique européen et la Déclaration solennelle sur l'Union européenne dans la création de l'Union européenne. Le Traité fut signé le 7 février 1992 et prit effet le 1er novembre 1993. Il a remplacé les Communautés européennes, les transformant en un des trois piliers de l'Union. Le premier président de la Commission de l'Union européenne fut Jacques Delors, qui conserva brièvement son mandat de la CEE avant l'arrivée de Jacques Santer en 1994.
Le traité d'Amsterdam a transféré les responsabilités de la liberté de mouvement des individus (tel que les visas, l'immigration illégale, l'asile) du pilier Justice et affaires intérieures (JAI) à la Communauté européenne (JAI fut renommé Coopération policière et judiciaire en matière pénale). Les traités d'Amsterdam et de Nice ont aussi étendu la procédure de codécision à presque tous les domaines politiques, conférant au Parlement des pouvoirs égaux au Conseil dans la Communauté.
En 2002, le traité de Paris qui avait créé la Communauté européenne du charbon et de l'acier (une des trois Communautés européennes) prit fin, ayant atteint sa limite de 50 ans (en tant que premier traité, il était le seul limité dans le temps). Aucune tentative de remplacement ne fut amorcée car il était considéré comme superflu ; et au lieu de ça, le traité de Nice transféra ses composantes au traité de Rome et, de là, son effet continue en tant que partie des attributions de la CEE.
Le 1er décembre 2009, l'entrée en vigueur du traité de Lisbonne a mis fin à la structure en piliers de l'Union, et par conséquent à l'existence de la Communauté européenne.
| Signature Entrée en vigueur Nom du traité | 1948 Traité de Bruxelles                                      | 1951 1952 Traité CECA                             | 1954 1955 Accords de Paris                            | 1957 1958 Traité de Rome (TCEE) Traité Euratom        | 1965 1967 Traité de fusion                            | 1975 1976 institution officieuse    | 1986 1987 Acte unique européen | 1992 1993 Traité de Maastricht (TUE et TCE) | 1992 1993 Traité de Maastricht (TUE et TCE) | 1997 1999 Traité d'Amsterdam (TUE et TCE) | 2001 2003 Traité de Nice (TUE et TCE) | 2007 2009 Traité de Lisbonne (TUE et TFUE) | 2007 2009 Traité de Lisbonne (TUE et TFUE) |  |  |  |  |  |  |  |  |
|                                           |                                                               |                                                   |                                                       |                                                       |                                                       |                                     |                                |                                             |                                             |                                           |                                       |                                            |                                            |  |  |  |  |  |  |  |  |
| Les trois piliers de l'Union européenne   |                                                               |                                                   |                                                       |                                                       |                                                       |                                     |                                |                                             |                                             |                                           |                                       |                                            |                                            |  |  |  |  |  |  |  |  |
| Communautés européennes                   |                                                               |                                                   |                                                       |                                                       |                                                       |                                     |                                |                                             |                                             |                                           |                                       |                                            |                                            |  |  |  |  |  |  |  |  |
|                                           | Communauté européenne de l'énergie atomique (Euratom)         |                                                   |                                                       |                                                       |                                                       |                                     |                                |                                             |                                             |                                           |                                       |                                            |                                            |  |  |  |  |  |  |  |  |
|                                           |                                                               |                                                   | Communauté européenne du charbon et de l'acier (CECA) | Communauté européenne du charbon et de l'acier (CECA) | Communauté européenne du charbon et de l'acier (CECA) | Dissoute en 2002                    | Dissoute en 2002               | Dissoute en 2002                            |                                             | Union européenne (UE)                     | Union européenne (UE)                 |                                            |                                            |  |  |  |  |  |  |  |  |
|                                           |                                                               |                                                   | Communauté économique européenne (CEE)                | Communauté économique européenne (CEE)                | Communauté économique européenne (CEE)                |                                     |                                | Communauté européenne (CE)                  | Communauté européenne (CE)                  | Union européenne (UE)                     | Union européenne (UE)                 |                                            |                                            |  |  |  |  |  |  |  |  |
|                                           |                                                               | TREVI                                             | TREVI                                                 | Justice et affaires intérieures (JAI)                 |                                                       |                                     |                                | Communauté européenne (CE)                  | Communauté européenne (CE)                  | Union européenne (UE)                     | Union européenne (UE)                 |                                            |                                            |  |  |  |  |  |  |  |  |
|                                           | Coopération policière et judiciaire en matière pénale (CPJMP) | TREVI                                             | TREVI                                                 | Justice et affaires intérieures (JAI)                 |                                                       |                                     |                                |                                             |                                             | Union européenne (UE)                     | Union européenne (UE)                 |                                            |                                            |  |  |  |  |  |  |  |  |
|                                           | Coopération politique européenne (CPE)                        | Politique étrangère et de sécurité commune (PESC) | Politique étrangère et de sécurité commune (PESC)     | Politique étrangère et de sécurité commune (PESC)     | Politique étrangère et de sécurité commune (PESC)     |                                     |                                |                                             |                                             | Union européenne (UE)                     | Union européenne (UE)                 |                                            |                                            |  |  |  |  |  |  |  |  |
| Union occidentale (UO)                    | Union occidentale (UO)                                        | Union de l'Europe occidentale (UEO)               | Union de l'Europe occidentale (UEO)                   | Union de l'Europe occidentale (UEO)                   | Union de l'Europe occidentale (UEO)                   | Union de l'Europe occidentale (UEO) |                                |                                             |                                             |                                           | Union européenne (UE)                 |                                            |                                            |  |  |  |  |  |  |  |  |
| Union occidentale (UO)                    | Union occidentale (UO)                                        | Union de l'Europe occidentale (UEO)               | Union de l'Europe occidentale (UEO)                   | Union de l'Europe occidentale (UEO)                   | Union de l'Europe occidentale (UEO)                   | Union de l'Europe occidentale (UEO) | Dissoute en 2011               |                                             |                                             |                                           |                                       |                                            |                                            |  |  |  |  |  |  |  |  |
|                                           |                                                               |                                                   |                                                       |                                                       |                                                       |                                     |                                |                                             |                                             |                                           |                                       |                                            |                                            |  |  |  |  |  |  |  |  |

## Fonctionnement
Le but de la CE est d'établir une union économique et monétaire parmi ses membres. Elle se fonde sur « quatre libertés » :
- libre circulation des marchandises : les marchandises peuvent circuler librement, sans taxe, quota ou restriction, entre les États membres ;
- libre circulation des services : les personnes et les entreprises d'un État membre sont libres de fournir des services à d'autres États membres ;
- libre circulation du capital : les personnes d'un État membre peuvent librement investir dans d'autres États membres et sont libres de transférer des fonds entre ces pays ;
- libre circulation des personnes : les citoyens d'un État membre peuvent librement résider et travailler dans un autre État membre.

Les directives européennes se basent sur le traité de la Communauté européenne ; couramment on les attribue à l'Union européenne, dont la Communauté européenne n'est qu'une des communautés.

### Adhésion
L'adhésion à certaines communautés de l’Union européenne restait optionnelle notamment :
- l'Euratom (Communauté européenne de l’énergie atomique),
- sous certaines conditions très restrictives, l'Union économique et monétaire (la zone euro ou son antichambre le mécanisme de taux de change européen), instituée dans le traité de Maastricht,
- la Convention de Schengen, approuvée par l’Union européenne (mais n’incluant pas tous ses pays membres) et ouverte à tous les pays de l’Espace économique européen (EEE), dont aussi les pays de l’Association européenne de libre-échange (AELE), notamment la Suisse, le Liechtenstein, la Norvège ou l’Islande, et les bailliages de la Couronne britannique.

## Domaines politiques
Ce pilier communautaire couvrait les domaines suivants :
| - Citoyenneté de l'Union - Politique agricole commune - Politique commune de la pêche - Protection de la concurrence - Protection des consommateurs - Union douanière et marché unique | - Union économique et monétaire - Éducation et culture - Protection de l'environnement - Emploi - Santé - Réseau transeuropéen | - Commerce international - Recherche - Politique sociale - Accueil des réfugiés - Convention de Schengen - Politique commune d'immigration |

## Supranationalisme
La structure en piliers de l'Union permettait l'augmentation de la coopération entre les domaines de l'Union, sans qu'il n'y ait de personnes détenant trop de pouvoirs sur les institutions internationales. La Coopération policière et judiciaire en matière pénale devint un nouveau pilier tandis que la Coopération politique européenne devint le second pilier (la Politique étrangère et de sécurité commune).
Les institutions de la CEE devinrent celles de l'UE mais le rôle de celles-ci entre les piliers est différent. La Commission, le Parlement, et la Cour de Justice étaient en grande partie coupés des activités des deuxième et troisième piliers, tandis que le Conseil les domine. Ceci est relaté notamment au travers des noms des institutions, le Conseil est officiellement appelé le « Conseil de l’Union européenne » tandis que le nom de la Commission était « Commission des Communautés européennes ». Ceci permet à ces nouveaux domaines d'être basés sur l'intergouvernementalisme (accords unanimes entre les gouvernements) plutôt que sur la vote à la majorité et les institutions indépendantes.
Toutefois, depuis Maastricht, le Parlement a gagné un rôle plus important. L'augmentation des pouvoirs des institutions supranationales et le vote à la majorité qualifiée au conseil permettait de décrire le pilier communautaire comme empreint de fédéralisme.

## Évolution
Avec le traité de Lisbonne la structure en piliers pourrait être abolie, les fusionnant en une seule Union européenne, dans lesquelles les institutions communautaires auraient plus de pouvoirs. Ceci inclurait la personnalité morale de la Communauté qui serait transféré à l'Union. Ceci était auparavant prévu par le projet constitution européenne qui n'a pas été ratifié en 2005.
Le traité Euratom, contrairement à la CECA, n'expira pas et, en dépit des propositions de fusion dans l'Union, il continuera d'exister comme entité indépendante de celle-ci.